# Comuna Câmpani, Bihor
Câmpani (în maghiară: Felsőmezős) este o comună în județul Bihor, Crișana, România, formată din satele Câmpani (reședința), Fânațe, Hârsești, Sighiștel și Valea de Sus.

## Demografie
Componența etnică a comunei Câmpani
     Români (97,21%)
     Alte etnii (0,14%)
     Necunoscută (2,65%)
Componența confesională a comunei Câmpani
     Ortodocși (88,44%)
     Penticostali (7,39%)
     Alte religii (0,81%)
     Necunoscută (3,36%)
Conform recensământului efectuat în 2021, populația comunei Câmpani se ridică la 2.111 locuitori, în scădere față de recensământul anterior din 2011, când fuseseră înregistrați 2.427 de locuitori. Majoritatea locuitorilor sunt români (97,21%), iar pentru 2,65% nu se cunoaște apartenența etnică. Din punct de vedere confesional, majoritatea locuitorilor sunt ortodocși (88,44%), cu o minoritate de penticostali (7,39%), iar pentru 3,36% nu se cunoaște apartenența confesională.

## Politică și administrație
Comuna Câmpani este administrată de un primar și un consiliu local compus din 11 consilieri. Primarul, Giani-Cătălin Bura[*], de la Partidul Național Liberal, este în funcție din 1 noiembrie 2024. Începând cu alegerile locale din 2024, consiliul local are următoarea componență pe partide politice:
|  | Partid                          | Consilieri | Componența Consiliului | Componența Consiliului | Componența Consiliului | Componența Consiliului | Componența Consiliului | Componența Consiliului |
|  | ------------------------------- | ---------- | ---------------------- | ---------------------- | ---------------------- | ---------------------- | ---------------------- | ---------------------- |
|  | Partidul Național Liberal       | 6          |                        |                        |                        |                        |                        |                        |
|  | Partidul Social Democrat        | 4          |                        |                        |                        |                        |                        |                        |
|  | Alianța pentru Unirea Românilor | 1          |                        |                        |                        |                        |                        |                        |

## Atracții turistice
- Biserica de lemn „Sfântul Dimitrie” din satul Fânațe, construită în anul 1796, monument istoric
- Rezervația naturală „Valea Sighișelului” (412,60 ha)

## Personalități născute aici
- Toader Atanasie (1880 - 1921), delegat în Marea Adunare Națională de la Alba Iulia.